# ولودیمیر یاوریوسکی
ولودیمیر یاوریوسکی (اوکراینی: Володимир Олександрович Яворівський؛ ۱۱ اکتبر ۱۹۴۲ – ۱۷ آوریل ۲۰۲۱) سیاستمدار اهل اتحاد جماهیر شوروی سوسیالیستی بود.